# Charlotte Hélène de Saisseval
Pour les autres membres de la famille, voir Famille de Lastic.
Charlotte-Hélène de Lastic de Sieujac, comtesse de Saisseval, née à Paris le 18 octobre 1764 et morte le 12 mai 1850, est une dame de la noblesse française. Son mariage en 1782 avec le comte de Saisseval lui permit d'être admise aux honneurs de la cour et de bénéficier à la suite de sa mère d'une fonction auprès d'un membre de la famille royale. Elle fut nommée dame de compagnie de Madame Victoire, tante du roi, puis de Madame Élisabeth, sœur du roi. Après la révolution, elle fit œuvre de charité chrétienne et mourut religieuse à l'aube du Second Empire.

## Biographie

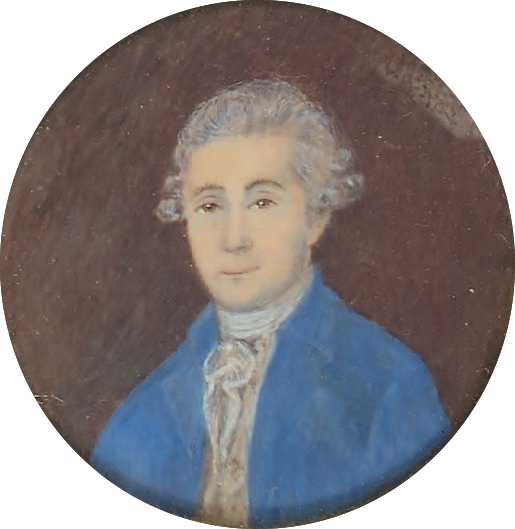
Claude-Jean-Henri de Saisseval

Elle est la fille du général François de Lastic, comte de Sieujac, et d'Anne Charron de Ménars, dame d'honneur de Madame Victoire. Elle épouse à 17 ans le 12 mai 1782 le comte Claude Jean Henri de Saisseval, colonel du régiment d'Île-de-France, fils cadet de Claude Jean-Baptiste de Saisseval, maître de camp de cavalerie seigneur de Caigny, (décédé le 29 août 1761 et inhumé à Notre-Dame d'Auteuil) et d'Henriette Philiberte du Brocard de Barillon (décédée le 4 janvier 1761). 
Ils auront sept enfants. L'une de leurs filles épousera le vicomte Charles de La Lézardière, une autre le marquis Emmanuel de Leusse.
Devenue la même année dame d'honneur pour accompagner Madame Victoire à la suite de sa mère, sa modestie et sa beauté lui valent à la Cour le surnom de la « céleste Saisseval ».
Elle passa ensuite au service de Madame Élisabeth et fit partie du cercle intime de la reine Marie-Antoinette.
En 1790, elle reçut le vœu de Madame Élisabeth pour la conservation de la foi en France. Tenant sa promesse, elle lança une grande souscription qui permit de sauver de nombreux prêtres assermentés menacés de mort et fit le vœu de s'occuper des pauvres et des délaissés.
Elle suivit cependant son époux en émigration, qui, mestre de camp de cavalerie, s'engagea dans l'Armée des princes et qui devint infirme à la suite d'une grave blessure.
Son mari et quatre de leurs sept enfants perdirent la vie durant l'exil.
Fuyant les armées républicaines, elle embarque avec sa famille pour l'Angleterre d'un port de Hollande durant l'hiver 1795.
Sans ressources et dans une grande misère, elle peint des portraits en miniature, travaille à la fabrication de chapeaux et à des ouvrages de broderies pour un magasin de modes, avec sa mère la comtesse de Lastic et la marquise des Réaux, pour subvenir aux besoins de sa famille. La pièce de vie de son domicile londonien faisait office d'autel le matin et le soir, et d'atelier la journée. Sa maison devint le rendez-vous des émigrés, la messe y était donnée chaque matin par des prêtres et évêques en exil.
À la suite de l'amnistie accordée par Bonaparte, elle rentre en 1801 en France avec ses enfants et fonde la même année l'Œuvre de la visite des malades dans les hôpitaux (devenue la Visite des malades dans les établissements hospitaliers (VMEH)).
À Paris, elle retrouve son amie la marquise de Carcado, avec qui elle fonde en 1803 l'Œuvre des enfants délaissés (aujourd'hui le lycée Carcado-Saisseval). En 1815, elle organisa l'Œuvre des petits-séminaires, dont le succès se propagea à travers la France. 
Elle rentre dans la société des Filles du Cœur de Marie, fondée par Adélaïde-Marie Champion de Cicé, dont elle devient la seconde supérieure de 1818 à 1849.
Née sous Louis XV, elle meurt pendant la Seconde république à l'âge de 86 ans sous la présidence du futur Napoléon III.